# تروسکلاسی، استان شویئتوکرزیسکی
تروسکلاسی، استان شویئتوکرزیسکی (به لاتین: Truskolasy, Świętokrzyskie Voivodeship) یک منطقهٔ مسکونی در لهستان است که در Gmina Sadowie واقع شده‌است.

## خصوصیات
تروسکلاسی ۱۴۰ نفر جمعیت دارد.